# Tollerton (Yorkshire du Nord)
Pour les articles homonymes, voir Tollerton.
Tollerton est un village et une paroisse civile du Yorkshire du Nord, en Angleterre.